# Sơn Tinh
Tản Viên Sơn Thánh (chữ Hán: 傘圓山聖, 304 TCN - ?), còn gọi là Sơn Tinh (山精), là một nhân vật trong truyền thuyết Việt Nam, theo quan niệm dân gian, ông là vị thần cai quản dãy núi Ba Vì (tức núi Tản Viên), ông là một trong bốn vị thánh bất tử của tín ngưỡng dân gian người Việt, gọi là Tứ bất tử. Ông được xem là hàng đệ nhất trong 4 vị thánh thần này.
Các sự tích, truyền thuyết về Đức thánh Tản, đặc biệt là truyền thuyết Sơn Tinh - Thủy Tinh, trở nên nổi tiếng hơn bao giờ hết trong văn hóa người Việt hiện đại. Những truyền thuyết khiến ông trở thành bất tử, không chỉ trong tín ngưỡng mà trở thành một biểu tượng văn hóa.